# Villa Cristina (Neapel)
Die Villa Cristina ist ein klassizistisches Landhaus aus dem 18. Jahrhundert im Viertel San Giovanni a Teduccio von Neapel in der italienischen Region Kampanien. Es liegt im Gebiet der Miglio d’oro am Corso San Giovanni a Teduccio, 879.

## Geschichte und Beschreibung
Das historische Gebäude, das drei Stockwerke hat, hat seinen Ursprung im 18. Jahrhundert. Später wurde es im klassizistischen Stil grundlegend umgebaut. Dennoch sind auch heute noch verschiedene Elemente des ursprünglichen Projektes erkennbar, z. B. die Stuckarbeiten an den Fenstern und die elliptischen Fensteröffnungen an einer der Fassaden. Auch die Anordnung der Gebäudeteile in Form eines C, das durch ein Atrium und einen Garten geschlossen wird, ist intakt geblieben.
Heute befindet sich der alte Gebäudekomplex in prekärem Erhaltungszustand. Man kann tiefe Risse an den Treppen des Komplexes und den Dachböden feststellen.